# Harder Kulm
El Harder Kulm, también conocido como Harderkulm, es una estación de funicular ubicada a 1.322 metros de altura con vistas a los municipios de Interlaken y Unterseen en el oberland de Berna en Suiza. Está ubicada en el extremo occidental del Harder, que a su vez es la cumbre más occidental de la cordillera que domina la costa norte del lago de Brienz y abarca unos treinta kilómetros.
El mirador pertenece al municipio de Unterseen en el cantón de Berna, mientras que sus laderas pertenecen tanto al municipio de Unterseen como al de Interlaken. El mirador ofrece unas vistas panorámicas de Interlaken, de la llanura aluvial llamada Bödeli donde está ubicada, así como hacia el sur el valle del río Lütschine hasta los picos de Alpes berneses, que a su vez forman parte de los Alpes de Emmental.
Harder Kulm está ocupado por el restaurante inspirado en un castillo Bergrestaurant Harder Kulm y la plataforma donde está el mirador.

## Funicular
El Harderbahn, un funicular turístico, une Interlaken con la estación superior, a unos cinco minutos del restaurante andando. El viaje en funicular dura unos ocho minutos.